# Рецептори розпізнавання патерну
Рецептори розпізнавання патерну — це білки, присутні на поверхні клітин імунної системи і здатні розпізнавати стандартні молекулярні структури (патерни), специфічні для великих груп патогенів. Їх також називають рецепторами розпізнавання патогену. В порівнянні з системою адаптивного імунітету, такі рецептори і пов'язані з ними механізми імунного захисту є еволюційно древнішими.

## Молекули, що можна пізнати
Рецептори розпізнавання патерну в ході еволюції були відібрані за специфічностю до бактеріального ліпополісахариду і глікопротеїнів, що містять залишки манози, а також до деяких видів нуклеїнових кислот, пептидів (флажелін, білок бактеріального джгутика, бактеріальні пептидоглікани), ліпотейхоєвих кислот, ліпопротеїнів. Крім того існують рецептори, що розпізнають сигнали клітинного стресу, наприклад, сечову кислоту.

## Класифікація рецепторів
Рецептори розпізнавання патерну класифікують за специфічностю до ліганду, функцією, локалізацією і за походженням у еволюції. За функцією вони поділяються на два класи: сигнальні та ендоцитозні.
- Сигнальні рецептори розпізнавання патерну включають, наприклад, Toll-подібні рецептори.
- Ендоцитозні рецептори розпізнавання патерну, наприклад, манозні рецептори макрофагів, необхідні для прикріплення, поглинання та процесування мікроорганізмів фагоцитами незалежно від внутрішньоклітинної передачі регуляторного сигналу. Крім патогенів вони впізнають також апоптозні клітини.

### Мембранні рецептори розпізнавання патерну

#### Рецептори-кінази
Вперше рецептори розпізнавання патерну були відкриті у рослин. Пізніше безліч гомологічних рецепторів було виявлено при аналізі геномів рослин (у рису 370, у Arabidopsis — 47). На відміну від рецепторів розпізнавання патерну у тварин, які пов'язують внутрішньоклітинні протеїнкінази за допомогою адапторних білків, рослинні рецептори являють собою один білок, який складається з декількох доменів: позаклітинного, впізнаючого патоген, внутрішньоклітинного, який має кіназну активність, і трансмембранного, який зв'язує перші два.

#### Toll-подібні рецептори
Цей клас рецепторів розпізнає патогени поза клітинами або в ендосовах. Вони були вперше виявлені у дрозофіли і індукують синтез і секрецію цитокінів, необхідних для активації імунної відповіді. В даний час Toll-подібні рецептори виявлені у багатьох видів. У тварин їх налічують 11 (tlr1 tlr11). Взаємодія Toll-подібних рецепторів з лігандами приводить до індукції сигнальних шляхів NF-κB і Мар кінази, які, в свою чергу, індукують синтез і секрецію цитокінів і молекул, що стимулюють презентацію антигену.

### Цитоплазматичні рецептори розпізнавання патерну

#### Nod-подібні рецептори
Nod-подібні рецептори — це цитоплазматичні білки з різними функціями. У ссавців їх знайдено близько 20, і більшість з них підрозділяють на дві головних підродини: NOD і NALP. Крім того, до цього сімейства рецепторів відносять трансактиватор головного комплексу гістосумісності класу II і деякі інші молекули. Розпізнаючи патоген всередині клітини, рецептори олигомеризуються й утворюють інфламасому, що активує ферменти протеолітичної активації цитокінів, наприклад, інтерлейкіну 1 бета. Рецептори активують також сигнальний шлях NF-κB та синтез цитокінів.